# Pseudoclausia gracillima
Pseudoclausia gracillima är en korsblommig växtart som först beskrevs av Mikhail Grigoríevič Popov, Viktor Petrovitj Botjantsev och Aleksei Ivanovich Vvedensky, och fick sitt nu gällande namn av A.N. Vassiljeva. Pseudoclausia gracillima ingår i släktet Pseudoclausia och familjen korsblommiga växter. Inga underarter finns listade i Catalogue of Life.